# گلیاهای شعاعی
گلیاهای شعاعی، سلول‌هایی اند که بعد از شروع نورون‌زایی، از سلول‌های نورواپیتلیال ظهور پیدا می‌کنند. توانایی‌های تمایزیشان از سلول‌های نورواپیتلیال محدود تر است. در تکوین دستگاه عصبی، گلیاهای شعاعی هم نقش پیش-سازان نورونی، و هم نقش چارچوبی را ایفا می‌کنند که نورون‌های تازه متولد شده به سمتشان مهاجرت می‌کنند. در مغز بالغ، مخچه و شبکیه چشم، خصوصیات گلیال‌های شعاعی حفظ می‌شوند. در مخچه، گلیاهای برگمن اند که انعطاف‌پذیری سیناپسی را تنظیم می‌کنند. در شبکیه، علاوه بر سلول‌های آستروگلیال، سلول‌های مولر شعاعی نیز ضخامت شبکیه را اشغال کرده، و در ارتباطات دوطرفه با نورون‌ها شرکت می‌کنند.